# Rafflesia pricei
Rafflesia pricei är en tvåhjärtbladig växtart som beskrevs av W. Meijer. Rafflesia pricei ingår i släktet Rafflesia, och familjen Rafflesiaceae. Inga underarter finns listade i Catalogue of Life.